# Навчально-науковий інститут фінансів, економіки та менеджменту імені Олега Балацького
Навчально-науковий інститут фінансів, економіки та менеджменту імені Олега Балацького (ННІ ФЕМ імені Олега Балацького) — один із інститутів у Сумському державному університеті (англ. Oleg Balatskyi Academic and Research Institute of Finance, Economics and Management [Архівовано 5 серпня 2020 у Wayback Machine.]).
Директор ННІ ФЕМ імені Олега балацького -  Васильєва Тетяна Анатоліївна [Архівовано 29 жовтня 2020 у Wayback Machine.], д.е.н., професор (з 2016 р. по теперішній час).
ННІ ФЕМ пропонує широкий спектр програм навчання для студентів (бакалавр, магістр, доктор філософії), а також докторські програми здобуття вищої освіти і підвищення кваліфікації (всього 11 програм, в тому числі, Магістр з «Бізнес-адміністрування» (Master of Business Administration). Навчання за всіма програмами проводиться також англійською мовою.
У структурі ННІ ФЕМ діють 4 кафедри, які провадять освітню та наукову діяльність: кафедра економіки, підприємництва та бізнес-адміністрування [Архівовано 28 червня 2020 у Wayback Machine.], кафедра маркетингу [Архівовано 26 червня 2020 у Wayback Machine.], кафедра фінансів та підприємництва [Архівовано 26 червня 2020 у Wayback Machine.], кафедра управління [Архівовано 26 червня 2020 у Wayback Machine.]. В цілому професорсько-викладацький склад ННІ ФЕМ налічує 100 викладачів, з яких 20 докторів і 80 кандидатів економічних наук.
Щорічно в ННІ ФЕМ проходять навчання понад 600 студентів, серед яких громадяни Азербайджану, Гани, Замбії, Зімбабве, Індії, Конго, Лівії, Молдови, Норвегії, Танзанії, Туркменістану, України.
Наукова діяльність ННІ ФЕМ надає широкі можливості для здійснення наукової діяльності студентами та аспірантами, які мають можливість відвідувати лекції іноземних лекторів вузів-партнерів, брати участь в міжнародних програмах академічної мобільності і наукових проектах.
ННІ ФЕМ також надає науково-консультативні послуги та виконує роботи на замовлення компаній, органів місцевого самоврядування та організацій.
За науковим напрямом діють:
1) Науково-дослідний Інститут економіки розвитку (ІЕР) Сумського державного університету МОН і НАН України.
2) Навчально-науковий центр СумДУ «АФІНА — Актуальна фінансова аналітика».
3) Центр освіти дорослих.
4) Центр підтримки бізнесу.
5) Центр ARMG Publishing, який видає наукові журнали: «Бізнес-етика і лідерство», «Соціально-економічні виклики», «Фінансові ринки, інституції та ризики», «Маркетинг і менеджмент інновацій».

## Історія
Родоначальником ННІ ФЕМ імені Олега Балацького став Факультет економіки та менеджменту, який було засновано у 1991 році. Того року здійснено перший набір студентів за двома спеціальностями: «Економіка підприємства» та «Менеджмент організацій». Першим деканом факультету (1991—2009 рр.) став Карпіщенко Олексій Іванович, к.е.н, професор. У 1992 році було організовано три кафедри: економіки, фінансів та управління. У 1996 році на факультеті відбувся перший випуск спеціалістів.
Початок науково-дослідницької роботи ННІ ФЕМ було закладено в 1969 р., коли при кафедрі технології машинобудування Сумської філії Харківського Політехнічного Інституту була створена секція економіки захисту повітряного басейну від забруднень під керівництвом проф. Балацького О. Ф. (видатного вченого, який є одним із засновників української школи економіки природокористування та засновником економічної науки в Сумській області). У наукових досягненнях вченого близько 350 опублікованих робіт, в тому числі понад 30 монографій, підручників і навчальних посібників.
У 1978—1990 рр. під його керівництвом вперше в Україні розпочато дослідження з економічної оцінки збитків від забруднення атмосфери і розроблені методики такої оцінки, вирішено ряд складних проблем і наукових завдань по визначенню економічного збитку від забруднення атмосферного повітря для підприємств території колишнього Радянського Союзу: Заполяр'я (Норильськ), Сибір (Красноярськ, Новосибірськ, Іркутськ, Братськ, Кемерово, КАТЕК), Урал (Свердловськ, Челябінськ, Первоуральск, Ревда), Середня Азія (Ташкент, Алмалик, Душанбе), Закавказзя (Вірменія, Грузія, Азербайджан) Казахстан, Далекий Схід (Владивосток, Хабаровськ) і, звичайно ж, Європейська частина (Україна, Поволжя, Нечорнозем'я, Білорусія, Ленінградська область, Карелія).
Під керівництвом проф. Балацького О. Ф. була вперше теоретично обгрунтована і реалізована в Україні система платного природокористування, яка діє і сьогодні.
Такі досягнення виявили подальшу можливість застосування математичних методів для великомасштабних макроекономічних розрахунків, пов'язаних з визначенням питомих екологічних втрат в різних секторах національної економіки. Ці дослідження створили передумови для розробки інструментарію сучасної екологічно спрямованої трансформації економічних відносин в контексті сталого розвитку, заснованої на еколого-економічних оцінках.
Завдяки плідній роботі колективу під керівництвом проф. Балацького О. Ф., який зробив вагомий внесок у розвиток загальної теорії економічного збитку, в 1991 р створено і успішно діє перша в Сумській області Спеціалізована вчена рада [Архівовано 29 жовтня 2020 у Wayback Machine.] із захисту дисертацій економічних спеціальностей. Наукова школа проф. Балацького О. Ф. створила передумови для розвитку сучасних наукових напрямів ННІ ФЕМ, які виросли в самостійні наукові школи.

## Науковий рівень та досягнення
ННІ ФЕМ імені Олега Балацького має високий науковий потенціал. Він займає лідерські позиції в загальноукраїнському рейтингу наукових проектів з економічної тематики: у 2019 р. — 3 місце, у 2018 році — 1 місце — 2 проекти; у 2017 р. — 1, 2 та 3 місця — по 1 проекту; у 2016 р. три проекти увійшли до  топ-10 кращих економічних проектів в Україні. Окремі науково-дослідні проекти реалізуються за ініціативою ННІ ФЕМ спільно з іншими університетами, інститутами та факультетами у межах міждисциплінарних досліджень.
Колективом ННІ ФЕМ за останні роки виконано 13 грантів Президента України, більше 40 науково-дослідних проектів (на замовлення районних та міських адміністрацій Сумської області, виконавчого комітету Сумської міської ради, департаменту освіти та науки Сумської обласної державної адміністрації, українських та зарубіжних підприємств та організацій).
Найбільш важливими науковими школами ННІ ФЕМ є:
«Інвестиції та інноваційне суспільство» — наукові дослідження в рамках школи очолює д.е.н., професор Васильєва Т. А. За період існування школи під керівництвом її представників підготовлено 35 кандидатів та 8 докторів наук. У виконанні наукових досліджень за даним напрямом у теперішній час задіяно 7 докторів та 35 кандидатів наук. В цьому напрямі активно працює дослідницька група професора Бороноса В. М.  «Фінансові механізми управління соціальним та економічним розвитком», до складу якої входять д.е.н., доцент Кобушко І. М., д.е.н., проф. Басанцов І. В., д.е.н., проф. Захаркін О. О., к.е.н., доцент Александров В. Т. та інші.
«Маркетинг та менеджмент інновацій» — заснована д.е.н., професором Ілляшенком С. М. на початку 2000-х років. У теперішній час наукові дослідження в рамках школи очолює д.е.н., доцент Люльов О. В. За період існування школи під керівництвом її представників підготовлено 30 кандидатів та 5 докторів наук. Кадровий склад у теперішній час налічує 26 кандидатів та 5 докторів наук. Активно працюють над тематикою д.е.н., проф. Тєлєтов О. С., д.е.н., доцент Пімоненко Т. В., д.е.н., доцент Швіндіна Г. О. та інші.
«Сталий розвиток та економіка природокористування» — заснована в 70-х роках д.е.н., професором Олегом Федоровичем Балацьким. За час існування школи під керівництвом її представників підготовлено 90 кандидатів та 15 докторів наук. У теперішній час у СумДУ із представників школи працює 9 докторів та 51 кандидат наук. В рамках школи діють дослідницьки групи д.е.н., проф.  Мельника Л. Г. «Економіка розвитку систем та сталого інформаційного суспільства», д.е.н, проф. Сотник І. М., д.е.н., проф. Мішеніна Є. В. та д.е.н., проф. Кубатка О. В. та інші.
«Управління національною економікою» — заснована д.е.н., проф. Мельником Л. Г. на початку 2000-х років. За період існування школи під керівництвом її представників підготовлено 50 кандидатів та 8 докторів наук. Кадровий склад у теперішній час налічує 21 кандидата та 8 докторів наук, зокрема дослідження в цьому напрямі проводять д.е.н., доцент Галинська Ю. В., д.е.н., доцент Карінцева О. І., д.е.н., доцент Люльов О. В., д.е.н., доцент Шкарупа О. В. та інші.
На основі наукових досліджень щорічно публікуються наукові статті, монографії, підручники та навчальні посібники. Силами колективу видано понад 150 книг, а якщо враховувати написані в співавторстві з іншими науковими школами — понад 300.
Одним з перших фундаментальних видань є спільний українсько-бельгійський підручник для вищої школи «Економіка природокористування» (1999 р., англійською та російською мовами).
Інститутом видано: «Економіка чистого повітря» (1979 р.), «Економіка і якість навколишнього природного середовища» (1984 р.) «Природоохоронна робота на промисловому підприємстві» (1986 р.), «Еколого-економічні проблеми сільськогосподарського виробництва» (1992 р.), «управління інвестиціями» (2004 р.), «Антологія економіки чистого середовища» (2007 р.), «Екологічний менеджмент в системі управління збалансованим розвитком» (2002 р.), «Економічне прогнозування» (2004 р.), «Економічний ризики» (2004 р.), «Основи екології. Економіка і управління природокористуванням» (2005 р.), " Маркетингова товарна політика "(2005 р.), « Основи сталого розвитку „та“ Основи сталого розвитку. Практикум» (2005 р.), " Екологічна економіка "(2006 р.), " Маркетингові дослідження "(2006 р.), " Маркетинг і менеджмент інноваційного розвитку "(2006 р), " Соціально-економічний потенціал сталого розвитку "(2007—2008 рр., на рус. і англ. мов.), «Бізнес-адміністрування: магістерський курс» (2008 р.), «Сталий розвиток: теорія, методологія, практика» (2009 р.), «Оцінка актівів підприємства» (2009 р.), «Проблеми фінансового забезпечення інноваційного розвитку» (2009 р.), «Інноваційний менеджмент» (2010 р.), «Економіка природних ресурсів» (2010 р.), «Менеджмент Громадських організацій: питання теорії та практики» (2011 р.), «Екологічний маркетинг» (2012 р.), «Стратегічне планування» (2013 р.), «Економіка підприємства» (2013 р., 2017 р.), «Економіка енергетики» (2015 р.), «Економіка і бізнес» (2018 р.), «Проривні технології в економіці та бізнесі (досвід ЄС і практика України в світлі III, IV і V промислових революцій)» (2020 р.) та ін.
Всі наукові розробки використовуються в діяльності підприємств України, організацій та органів управління та впроваджуються в навчальний процес.
ННІ ФЕМ проводить міжнародні та регіональні конференції, наукові семінари та тренінги для бізнес-сектора. Співпрацює з провідними закладами вищої освіти світу, в тому числі близько 50 зарубіжних ЗВО з 18 країн світу.
ННІ ФЕМ має багатий досвід грантової діяльності та міжнародного співробітництва з іншими науковими школами в сфері економіки, фінансів і менеджменту, сприяє міжнародному визнанню наукових досягнень, їх поширенню та популяризації. Одним з успішних проектів є грант Швейцарського національного наукового фонду (SNF) в рамках програми кооперації між Швейцарією та країнами Східної Європи SCOPES «Підвищення енергетичної безпеки шляхом швейцарсько-українського-естонського інституційного партнерства» [Архівовано 24 вересня 2020 у Wayback Machine.], який реалізований консорціумом, в який також увійшли Інститут економіки і навколишнього середовища Санкт-Галленского університету (Швейцарія), факультет економіки і бізнес-адміністрування Тартуського університету (Естонія).

## Спеціальності[Архівовано24 вересня 2020 уWayback Machine.]
051 Економіка
Бакалавр — Економіка і бізнес
Магістр — Економіка та бізнес-інновації
Доктор філософії — Економіка
072 Фінанси, банківська справа та страхування
Бакалавр — Фінанси та облік в підприємництві
Магістр — Фінанси і аудит підприємництва
Доктор філософії — Фінанси і аудит підприємництва
073 Менеджмент
Бакалавр — Менеджмент
Магістр — Менеджмент організацій і адміністрування
                 Управління проектами
                 Бізнес-адміністрування
Доктор філософії — Менеджмент
075 Маркетинг
Бакалавр, Магістр, Доктор філософії — Маркетинг
076 Підприємництво, торгівля та біржова діяльність
Бакалавр — Підприємництво, торгівля та біржова діяльність
                  Електронний бізнес, фінанси та комунікації
Магістр — Підприємництво, торгівля та логістика
                Інвестиції, підприємництво та стартапи
Доктор філософії — Підприємництво, торгівля та біржова діяльність
281 Публічне управління та адміністрування
Бакалавр — Публічне управління та адміністрування
Магістр — Адміністративний менеджмент
                Державна служба

## Кафедри ННІ ФЕМ
ННІ ФЕМ має у своєму складі такі кафедри:
- Кафедра економіки, підприємництва та бізнес-адміністрування

Завідувачі кафедри:
Балацький Олег Федорович (01.09.1976 р. — 30.01.1993 р.);
Мельник Леонід Григорович (з 01.07.1993 р. по теперішній час).
- Кафедра маркетингу

Завідувачі кафедри:
Ілляшенко Сергій Миколайович (кафедра маркетингу та управління інноваційною діяльністю, з 01.09.2002 р. по 2019 р.);
Люльов Олексій Валентинович (з 01.09.2019 р. по теперішній час).
- Кафедра управління

Завідувачі кафедри:
Балацький Олег Федорович (01.07.1993 р. — 31.08. 2002 р.);
Теліженко Олександр Михайлович (з 01.09.2002 р. по 2019 р.);
Швіндіна Ганна Олександрівна (з 01.09.2019 р. по теперішній час).
- Кафедра фінансів

Завідувачі кафедри:
Чупіс Анатолій Віталійович (01.07.1993 р. — 13.05.1996 р.)
Боронос Володимир Миколайович (з 20.06.1996 р. по теперішній час).

## Стратегія розвитку та популяризація науки
Стратегія розвитку ННІ ФЕМ направлена на популяризацію української науки, розвиток міжнародного співробітництва у сфері освіти та науки.
Проекти ННІ ФЕМ орієнтовані на різні категорії учасників: молодь, наукову та бізнес-спільноту, громаду міст та областей України.
Для молоді значно розширено спектр наукових заходів для максимального їх залучення до наукової діяльності. Серед них:
- конференція «Перший крок в науку», що проводиться з 2015 року за науковим напрямом «Економічні науки». Участь в заході беруть будь-які особи, які навчаються, але не старше другого курсу бакалаврату;
- міжнародні наукові пікніки — заходи англійською мовою, в ході яких молодь в ігровій формі вивчає сучасні економічні тренди;
- пітчинги ідей — наукові зустрічі, на яких студентські команди презентують власні розробки з вирішення актуальних соціально-економічних, енергетичних та екологічних проблем;
- фестиваль науки «СумДУ — сумчанам!» — щорічна виставка-презентація прикладних розробок з інтерактивною складовою;
- Бізнес-школа Сумського державного університету «Youth&Business» [Архівовано 29 червня 2020 у Wayback Machine.] — освітньо-наукова платформа для спілкування молоді, яка ще навчається з бізнес-молоддю, яка вже веде підприємницьку діяльність. Діяльність Бізнес-школи «Youth&Business» активно підтримується Управлінням молоді і спорту Сумської ОДА та соціально-відповідальними компаніями м. Суми.

Випускається науково-популярний журнал «FEM Book» [Архівовано 29 червня 2020 у Wayback Machine.], на сторінках якого чимало цікавої та пізнавальної інформації соціально-економічного спрямування. Особливістю редколегії цього видання є широке залучення студентів.
Відмінною рисою стратегічного розвитку ННІ ФЕМ є залучення коштів зовнішніх стейкхолдерів, зокрема Програми розвитку ООН, Британської Ради, Асоціації DVV International (Німеччина), Української соціальної академії, органів обласної та міської влади, банків, страхових компаній та підприємців тощо. Один за таких проектів, що було вперше реалізовано в 2018 році, став проект вчених СумДУ «Суми — місто майбутнього», який отримав близько 200 тис. грн фінансування в рамках бюджету участі.